# مینباشیلی، ساعتلی
مینباشیلی (به ترکی آذربایجانی: Minbaşılı) یک منطقه مسکونی در جمهوری آذربایجان است که در شهرستان ساعتلی واقع شده است.